# Makkandur, Madikeri
Makkandur là một làng thuộc tehsil Madikeri, huyện Kodagu, bang Karnataka, Ấn Độ.